# 恩斯特·腓特烈 (巴登-杜爾拉赫)
恩斯特·腓特烈（德語：Ernst Friedrich，1560年10月17日—1604年4月14日），巴登-杜爾拉赫藩侯，1584年至1604年在位。
1585年，恩斯特·腓特烈與東菲士蘭的安娜結婚，兩人沒有子女。1594年恩斯特·腓特烈佔領巴登-巴登藩侯國，直到他去世後的1622年巴登-巴登才重獲獨立。
恩斯特·腓特烈於1604年去世，由弟弟格奧爾格·腓特烈繼位。